# Bilețkivka, Kremenciuk
Bilețkivka (în ucraineană Білецьківка) este localitatea de reședință a comunei Bilețkivka din raionul Kremenciuk, regiunea Poltava, Ucraina.

## Demografie
Componența lingvistică a localității Bilețkivka
     Ucraineană (94,62%)
     Rusă (5,17%)
     Alte limbi (0,05%)
Conform recensământului din 2001, majoritatea populației localității Bilețkivka era vorbitoare de ucraineană (94,62%), existând în minoritate și vorbitori de rusă (5,17%).